# Campeonato Nacional de Futebol Feminino 2016–17
O Campeonato Nacional de Futebol Feminino de 2016–17, também conhecido como Liga de Futebol Feminino Allianz por motivos de patrocínio, foi a 32ª edição da liga de futebol feminino de maior escalão em Portugal. A competição, organizada pela Federação Portuguesa de Futebol, foi disputada por 14 equipas. 
O Sporting Clube de Portugal sagrou-se campeão nacional na 23ª Jornada ao derrotar o Boavista Futebol Clube por 1-6, conquistando, assim, o seu primeiro título na competição. 

## Participantes
| Equipa              | Cidade             | Estádio                                            | Capacidade |
| ------------------- | ------------------ | -------------------------------------------------- | ---------- |
| A-dos-Francos       | Caldas da Rainha   | Campo Luís Duarte                                  | 200        |
| Clube de Albergaria | Albergaria-a-Velha | Estádio Municipal António Matins Pereira           | 1,000      |
| CF Belenenses       | Lisboa             | Estádio do Restelo                                 | 19,856     |
| CF Benfica          | Lisboa             | Estádio Francisco Lázaro                           | 1,500      |
| Boavista FC         | Porto              | Estádio do Bessa Século XXI                        | 28,263     |
| SC Braga            | Braga              | Estádio Municipal de Braga                         | 30.286     |
| Estoril Praia       | Estoril            | Centro Treino Formação Desportiva                  |            |
| União Ferreirense   | Anadia             | Complexo Desportivo da Junta de Freguesia da Moita |            |
| Atlético Ouriense   | Ourém              | Campo da Caridade                                  | 260        |
| CAC Pontinha        | Odivelas           | Complexo Desportivo Carlos Lourenço                |            |
| Sporting CP         | Lisboa             | Estádio José Alvalade                              | 50,095     |
| Valadares Gaia FC   | Vila Nova de Gaia  | Complexo Desportivo de Valadares                   | 750        |
| Vilaverdense FC     | Vila Verde         | Estádio Municipal de Vila Verde                    | 5,000      |
| Viseu 2001 ADSC     | Viseu              | Campo 1º de Maio                                   | 700        |

## Tabela Classificativa
Atualizado em 25/06/2017

## Resultados

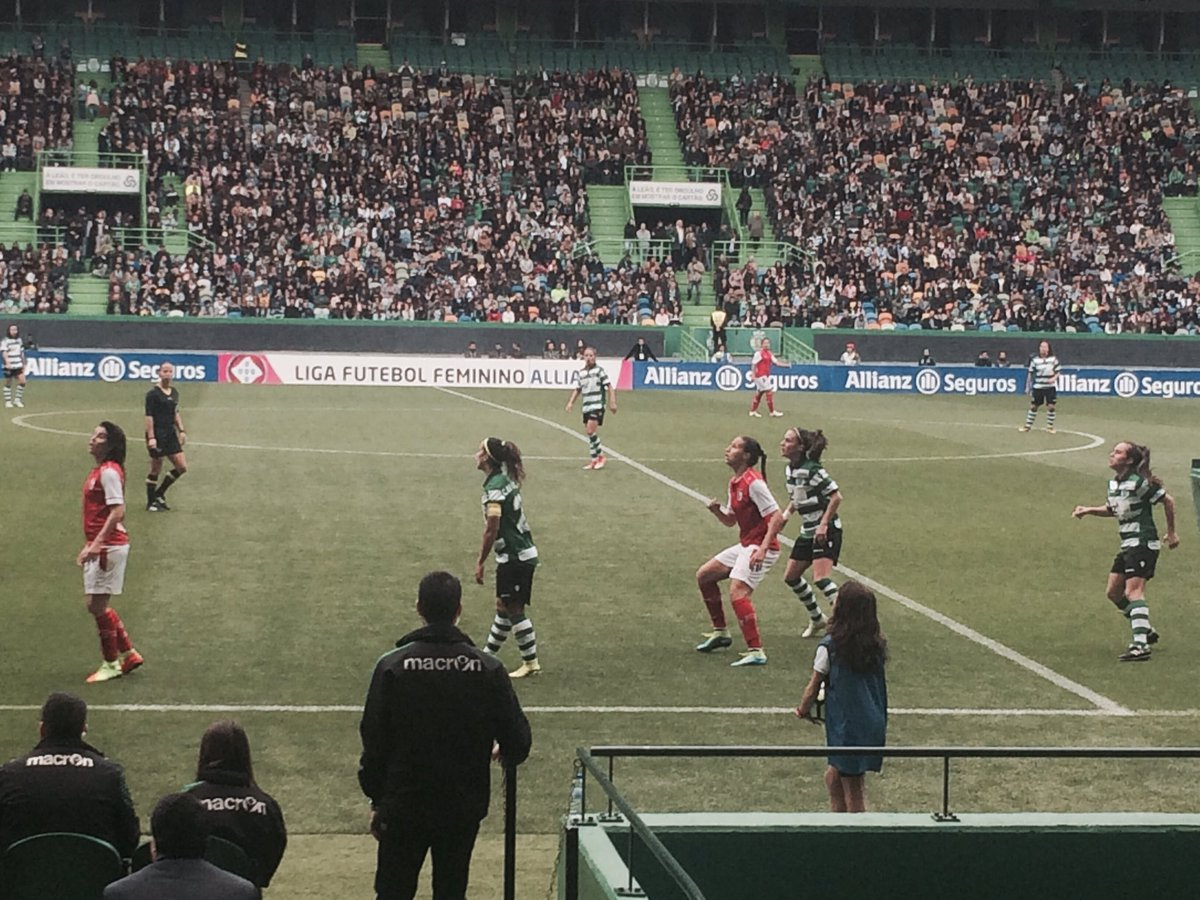
Sporting CP x SC Braga no Estádio José Alvalade

| Casa / Fora[1]      | •ADF• | •ALB• | •BEL• | •BEN• | •BOA• | •BRA• | •EST• | •FER• | •OUR• | •PON• | •SPO• | •VAL• | •VIL• | •VIS• |
| GDC A-dos-Francos   |       | 2–5   | 3–0   | 1–6   | 1–3   | 0–6   | 0–2   | 2–2   | 1–0   | 10–1  | 1–6   | 2–3   | 2–3   | 2–0   |
| Clube de Albergaria | 0–2   |       | 2–0   | 2–2   | 3–1   | 0–3   | 0–1   | 1–1   | 1–2   | 3–0   | 3–3   | 0–0   | 1–4   | 2–0   |
| CF Belenenses       | 1–2   | 0–2   |       | 0–9   | 0–5   | 0–8   | 0–0   | 1–2   | 0–1   | 5–1   | 0–5   | 0–2   | 0–3   | 1–0   |
| CF Benfica          | 7–0   | 0–0   | 8–0   |       | 3–1   | 0–1   | 2–0   | 7–1   | 9–0   | 15–0  | 2–3   | 1–2   | 4–1   | 5–0   |
| Boavista FC         | 2–4   | 3–1   | 3–2   | 1–4   |       | 0–2   | 2–2   | 1–2   | 2–0   | 14–1  | 1–6   | 0–4   | 0–1   | 3–1   |
| Sporting de Braga   | 5–0   | 3–0   | 12–0  | 7–0   | 3–0   |       | 3–0   | 9–0   | 9–0   | 13–0  | 0–0   | 0–0   | 8–0   | 8–0   |
| GD Estoril Praia    | 2–3   | 2–3   | 8–1   | 0–3   | 0–3   | 1–6   |       | 2–0   | 5–0   | 9–0   | 0–7   | 1–3   | 3–2   | 5–1   |
| União Ferreirense   | 3–3   | 0–2   | 4–0   | 0–4   | 0–4   | 0–4   | 1–0   |       | 2–0   | 4–0   | 1–4   | 0–4   | 2–4   | 2–0   |
| Atlético Ouriense   | 4–3   | 0–3   | 0–1   | 1–2   | 1–1   | 0–7   | 1–2   | 1–0   |       | 6–0   | 0–4   | 1–3   | 0–3   | 3–2   |
| CAC Pontinha        | 0–7   | 0–10  | 0–1   | 0–7   | 0–7   | 0–13  | 2–4   | 0–5   | 1–3   |       | 0–10  | 0–9   | 0–15  | 0–3   |
| Sporting CP         | 3–1   | 8–0   | 6–0   | 2–1   | 1–0   | 1–0   | 3–1   | 5–0   | 8–0   | 10–0  |       | 1–0   | 8–0   | 9–0   |
| Valadares Gaia FC   | 3–0   | 1–0   | 5–0   | 0–1   | 3–3   | 1–2   | 0–1   | 6–1   | 6–0   | 8–0   | 0–1   |       | 5–1   | 1–1   |
| Vilaverdense FC     | 0–2   | 0–6   | 5–2   | 1–5   | 1–2   | 1–7   | 4–2   | 3–0   | 0–1   | 5–0   | 0–4   | 1–1   |       | 1–2   |
| Viseu 2001 ADSC     | 1–3   | 1–1   | 1–0   | 1–4   | 2–5   | 0–6   | 1–2   | 3–2   | 5–2   | 5–0   | 0–5   | 0–4   | 1–3   |       |

Última atualização em 25 Junho 2017.
Fonte: FPF
1O time da casa (mandante) está listado na coluna da esquerda.
Cores:      Azul = time da casa vence;      Amarelo = empate;      Vermelho = time visitante vence.

## Campeão
| Liga Allianz de 2016–17 |
| ----------------------- |
| Sporting CP 1.º Título  |